# Triplectides bilobus
Triplectides bilobus är en nattsländeart som beskrevs av Arturs Neboiss 1977. Triplectides bilobus ingår i släktet Triplectides och familjen långhornssländor. Inga underarter finns listade i Catalogue of Life.